# タイ国鉄ATR型気動車
タイ国鉄ATR型気動車（タイこくてつATRがたきどうしゃ）は、1985年に営業運転を開始したタイ国有鉄道の2等冷房気動車である。
その車番から2100形（1次車）と呼ばれる場合もある。

## 導入の経緯
1985年当時、タイ国鉄は長距離旅客の航空機への転移に悩まされていた。そこで2等冷房車を組み込んだディーゼル特急列車を北本線、東北本線、南本線の各主要幹線に投入することとなった。この2等冷房車として製造されたのが本形式である。なお本形式は他形式（主にTHN型やNKF型）を制御車として連結する前提で製造され、本形式には制御車が存在しないため、当初から同時に製造されたNKF型の中間に組み込まれて運用されるかたちを採っていた。

## 車両

### 車体
NKF型の中間車として製造されたため、NKF型と同様のコルゲート付きのステンレス鋼製車体である。また、冷房車であるため車端部に床置式の冷房装置を装備しており、側窓もスモークガラスが使用されている。乗降扉は片引戸。

### 塗装
登場時の塗装は車体腰部に青色の帯が巻かれているものであったが、現在はTHN型やNKF型と同様の、青色、オレンジ色、薄桃色を組み合わせたものとなっている。

### 車内
座席は方向固定のリクライニングシートで、冷房装置が設置されている。また、デッキは存在しない。

## 運用
当初は前述のようにNKF型の中間に組み込まれて特急列車として運用された。この特急は、運行は国鉄が行い、サービスや営業は運行方面毎に国鉄とリース契約を結んだ民間のホテル業者が行うという、新しい方式が採用された。しかし、この方式はあまりうまくいかず、また高密度で運行されるエアコン付き長距離バスなどに旅客を奪われ、より特急運用に適したASR型に置き換えられた。
その後はバンコク・クルンテープ駅と空港に隣接したドンムアン駅を結ぶシャトル列車などに使用されたが、現在はTHN型やNKF型で運行される急行列車の2等冷房車として運用されている。
また、THN型/NKF型4両の中間に本形式1両を連結した5両固定編成が現れているほか、東北線のウボン・ラーチャターニー方面への急行列車では本形式2両をTHN型2両で挟んだ4両固定編成が運用されているのも特徴である。
2101号車はマハーチャイ線内にて運用されており、同線で運用される唯一の冷房車となっている。